# Австралийская дымчатая кошка
Австралийская дымчатая кошка, или австралийский мист (англ. Australian Mist), — порода домашних кошек, выведенная в Австралии на основе местных дворовых кошек, завезённых сюда, с кошками бирманской и абиссинской породы.
Является единственной породой кошек, выведенной в Австралии и имеющей признание международных фелинологических федераций.
Работа над собственной породой кошек в Австралии велась с девятнадцатого века, однако завершилась успехом только во второй половине двадцатого века.
Активная работа по формированию поголовья была начата в 1975 году, официальная работа по созданию породы была начата в 1976 году и продлилась 9 лет. Занималась созданием этой породы австралийская заводчица кошек Труда Стрейд (Truda Straede), а основная работа по формированию породы проходила в Сиднее. В работе по формированию стабильного поголовья животных для признания породы участвовало около 30 кошек. Из них 15 кошек были бурманской породы, остальные пополам абиссинскими и местными дворовыми кошками.
При создании породы основной упор делался на сохранение выявленного у местных кошек уникального размытого окраса табби и формирование спокойного и уравновешенного характера.
Наибольшее распространение порода имеет внутри Австралийского континента, за его пределами встречается в США и Европе.

## История породы
От бирманской кошки Австралийская дымчатая кошка получила телосложение и высокий уровень контактности с человеком. Также от бирмы австралийская дымчатая кошка получила четыре из шести окрасов бурманской кошки. От абиссинской кошки они получили тикирование в окрасе как доминантный признак, также от них в породу было взято еще два оттенка окраса. Аборигенные уличные кошки Австралии дали новой породе быстрое взросление котят и дополнили окрасы специфичными аберрациями.
Впервые порода была зарегистрирована в 1986 и носила название Пятнистая мист.
В 1998 году были внесены значительные изменения в стандарт и изменено название породы. В породу были добавлены гены сиамской кошки, что позволило добиться глаз аквамаринового цвета, а также ввести мраморно-пятнистый окрас. Порода получила новое название Australian Spotted Mist и официальную регистрацию в Международной фелинологической федерации WCF.
Принятое русскоязычное название породы — австралийская мист, или австралийская дымчатая кошка.
На данный момент порода имеет полное официальное признание в двух фелинологических федерациях — WCF и ACF (Australian Cat Federation).
В фелинологической федерации TICA порода имеет частичное признание с правом участия в выставках. Предварительный статус чемпиона в этой федерации породой получен с 1 мая 2014.

## Стандарт породы по версии федерации WCF
Тело
Тело среднего размера и средней длины. Корпус тяжёлый, мускулистый и тяжелее, чем кажется.
Грудь широкая и округлая, если смотреть в профиль.
Ноги средней длины и мускулистые, лапы овальные, плотно собранные.
Хвост длинный, слегка сужается от широкого основания до кончика.
Голова
Голова имеет форму широкого тупого клина с хорошей шириной между ушами.
Контуры мягко скруглены. Переход от лба к морде хорошо выражен, нос без горбинки.
Нос и лоб одинаково длинные, лоб выгнут. Нос широкий, сильно оголенный к переносице. Подушечки усов сплошные, с крепким подбородком.
Уши
Уши среднего и большого размера, широкие у основания с закруглёнными кончиками. Слегка наклонены вперёд. Наружная линия ушей продолжает контуры головы.
Глаза
Глаза большие, блестящие, широко расставленные и наклоненные к носу. Верхняя линия глаз прямая, нижняя округлая. Все оттенки зелёного разрешены.
Шерсть
Шерсть короткая, глянцевая и эластичная, с подшерстком. Полная, тёплая, рыжая тонировка на носу, щеках и ушах, слегка бледнее книзу головы и груди.
легкий «загар» по кончикам шерсти на нижней части тела. Пятнистый или мраморный рисунок табби.
Окрас
Окрас имеет 3 уровня:
- основной цвет (светлее, чем рисунок)
- рисунок, или узор (слегка темнее основного цвета, но в то же время отчётливо виден)
- дымчатая мантия (чепрак более тёмного окраса на спине и боках), узор появляется даже под тиккингом

### Цветовые вариации
Брауни
Кожа носа и подушечки лап коричневые. Основной цвет: тёплый, тёмная слоновая кость Узор тёмно-коричневый. Мантия красновато-коричневая рыжая тонировка с темным на концах.
Синий
Цвет носа и подушечек лап: холодный серый, тёмный. Основной цвет: тёплый «серая овсянка». Узор: сине-серый. Мантия: розово-кремовая рыжая тонировка, примесь лилового окраса, либо серо-голубой.
Карамель
Цвет подушечек лап и носа — розовый, лавандово-розовый. Основной цвет: теплый, кремово-палевый с металлическим холодным блеском. Узор варьируется от холодного голубоватого (оленьего)до медово-коричневого. Мантия имеет тёплый насыщенный кремовый, кремовый с лиловым оттенком (лавандовый) цвет.
Шоколад
Цвет носа и подушечек лап: темно-коричневый с розовым оттенком или шоколадный
Основной цвет: теплый, кремовый, цвета светлого шоколада или топленых сливок
Узор: шоколадного или коньячного цвета
Мантия: светящаяся медная рыжая тонировка, золотисто-бронзовый.
Сирень
Цвет носа и подушечек лап голубовато-серый или лавандовый. Основной цвет: теплые, нежные оттенки окраса шампань. Узор голубино-серый, лиловый. Мантия: розово-палевый холодный рыжий тон, возможна примесь лилового.
Золото (корица)
Цвет носа и подушечек лап светло-коричневый, бронзовый, темно-розовый. Основной цвет: тёплый, кремовый. Узор старое золото, золотисто-медный. Мантия: бронзовая рыжая тонировка, холодная бронзовая тонировка.
Персик (палевый)
Цвет подушечек лап и носа лососево-розовый, розово-рыжий. Основной цвет розово-кремовый. Узор лососево-розовый. Мантия лососево-розовая рыжая тонировка с красным оттенком, светло-красная тонировка. Сиреневое свечение желательно.
Замечания:
На полное формирование цветов шоколада, сирени, карамели, золота (корица) и персика (палевый) требуется 2 года.
Окрас котят до этого возраста выражен менее отчётливо.

### Недостатки
Тонкая структура кости.
Слабый мышечный каркас, сутулость.
Длинный или плоский череп.
Маленькие или высоко посаженные уши.
Маленькие или круглые глаза.
Выраженный подшерсток или слишком гладкая шерсть.

### Дисквалификация
Любой другой цвет глаз, кроме зелёного у взрослых кошек, отсутствие тикирования и чепрака (мантии).

## Характер
Австралийская дымчатая кошка обладает спокойным, покладистым характером. Эти кошки склонны проводить время дома, любят закрытые небольшие уголки, спокойно относятся к отсутствию возможности выгулов.
Кошки в меру активны и любознательны в молодом возрасте, в дальнейшем предпочитают спокойное времяпрепровождение. Терпимы к другим животным в доме, легко уживаются с маленькими детьми, не причиняют им вреда, спокойно переносят продолжительное пребывание в одиночестве.

## Здоровье
Кошки этой породы обладают хорошим здоровьем и не требовательны к условиям содержания, формирования такого типа животных было одним из приоритетов при создании данной породы. Кошки этой породы достаточно легко переносят как высокие, так и низкие температуры, и устойчивы к МКБ, то есть не требовательны к рациону.
Австралийская дымчатая кошка, в отличие от своих предков бирманской породы, не имеет генетической предрасположенности к наследственным болезням, характерным для бирм. Это было одной из приоритетных задач при формировании австралийской дымчатой кошки, поэтому с 2014 года, когда удалось получить поголовье котят этой породы, полностью свободное от наследственных заболеваний бирманцев, прилив новой крови в породу был запрещен.